# Grand Prix du Lac d'Aix-les-Bains
Le Grand Prix automobile du Lac  est un Grand Prix créé en 1949 et disputé pour la dernière fois en 1953, sous la règlementation de la Formule 2.

## Palmarès
| Année | Vainqueur          | Écurie             | Catégorie      | Résultats |
| ----- | ------------------ | ------------------ | -------------- | --------- |
| 1949  | Eugène Martin      | Jicey-BMW          | Formule 2      | Résultats |
| 1950  | Raymond Sommer     | Ferrari            | Formule 2      | Résultats |
| 1951  | Rudolf Fischer     | Ferrari            | Formule 2      | Résultats |
| 1952  | Jean Behra         | Gordini            | Formule 2      | Résultats |
| 1953  | Élie Bayol         | O.S.C.A.           | Formule 2      | Résultats |
| 1960  | Course neutralisée | Course neutralisée | Formule Junior |           |